# 22824 von Neumann
A 22824 von Neumann a fő kisbolygóövben keringő kisbolygó, melyet Neumann János tiszteletére neveztek el. Keringési ideje 1301,7531867 nap (3,56 év).